# Паттерсон, Мерритт
Ме́рритт Па́ттерсон (англ. Merritt Patterson, род. 2 сентября 1990, Уистлер) — канадская актриса. Наиболее известна по роли Оливии Мэтисон в «Рейвенсвуде», недолго просуществовавшем спин-оффе телесериала «Милые обманщицы», и Офелии Прайс в телесериале «Члены королевской семьи».

## Карьера
В 2013 году Паттерсон взяли на второстепенную роль в телесериале ABC Family «Рейвенсвуд», однако в итоге ей отвели роль Оливии Мэтисон в основном составе.
В 2015 году она сыграла Офелию Прайс, одну из главных героинь телесериала канала E! «Члены королевской семьи». В 2016 году Паттерсон присоединилась к актёрскому составу телесериала «Больше чем искусство» в роли Оливии Бракнер, дочери персонажа Денниса Куэйда.

## Фильмография
| Год       |     | Русское название                  | Оригинальное название                              | Роль              |
| --------- | --- | --------------------------------- | -------------------------------------------------- | ----------------- |
| 2006      | с   | Кайл XY                           | Kyle XY                                            | Эшли Рэдмонд      |
| 2009      | с   | Сверхъестественное                | Supernatural                                       | чирлидер          |
| 2009      | ф   | Врата                             | The Hole                                           | Джессика          |
| 2010      | с   | Жизнь непредсказуема              | Life Unexpected                                    | Николь            |
| 2010      | ф   | Перси Джексон и Похититель молний | Percy Jackson & the Olympians: The Lightning Thief | красотка №2       |
| 2011      | с   | Охотники за монстрами             | The Troop                                          | Миранда           |
| 2011      | тф  | Вторжение живой стали             | Iron Invader                                       | Клэр              |
| 2011      | кор |                                   | Next Door Nightmare                                | школьница         |
| 2012      | тф  | Проект «Беременность»             | The Pregnancy Project                              | Мэдди             |
| 2012      | тф  | Бунтарка                          | Radio Rebel                                        | Стейси Дибейн     |
| 2012      | ф   | Руфус                             | Rufus                                              | Трейси            |
| 2012      | тф  | Отбор                             | The Selection                                      | Эшли Броллетт     |
| 2012      | кор |                                   | Revel                                              | Гера              |
| 2013—2014 | с   | Рейвенсвуд                        | Ravenswood                                         | Оливия Мэтисон    |
| 2014      | ф   | Малыш-каннабис                    | Kid Cannabis                                       | Николь            |
| 2014      | ф   | Примат                            | Primary                                            | Сара Джаспер      |
| 2014      | ф   | Волки                             | Wolves                                             | Анджелина Тимминс |
| 2014      | тф  |                                   | Damaged                                            | Тэрен Хэзевей     |
| 2015—2016 | с   | Члены королевской семьи           | The Royals                                         | Офелия Прайс      |
| 2016      | с   | Мотив                             | Motive                                             | Лиз Керр          |
| 2016      | с   | Больше чем искусство              | The Art of More                                    | Оливия Бракнер    |